# Francisca García-Huidobro
Francisca García-Huidobro Herman (Madrid, 4 de noviembre de 1973) es una actriz y presentadora de televisión chilena.

## Carrera
Nació el 4 de noviembre de 1973 en Madrid. Hija de Enrique Bernardino García-Huidobro Toro, empresario, y de María Verónica de Lourdes Herman Marino, secretaria. Cuando tenía 9 años, sus padres se separaron. Tiene dos hermanos; Verónica y Hernán.
Sus estudios básicos y secundarios los cursó en el Colegio Institución Teresiana, y luego, en el Colegio Pucará de Los Andes, en la comuna de Las Condes. Se graduó en 1991. Ingresó posteriormente a la carrera de Historia en la Universidad Finis Terrae, y luego estudió Teatro en la Escuela Teatro Imagen, de Gustavo Meza Webar. 
Comenzó su carrera como actriz de televisión en el Área Dramática de Canal 13, dirigida por Nené Aguirre. Su labor como actriz de reparto se mantuvo entre 1997 y 2001, el período de telenovelas con baja audiencia que desataron la crisis económica y publicitaria de Canal 13. Corazón pirata (2001) no logró revertir los resultados y dio por término su contrato con el canal. 
En 2004 se integró al programa de espectáculos SQP de Chilevisión como panelista de espectáculos y farándula. 
En 2006 debuta en el estelar Primer plano a cargo de la sección El ventilador. Al año siguiente, su participación comienza a aumentar y se transforma en conductora del espacio hasta 2018.
Uno de los papeles que se le ofrecieron para que retornara a la actividad fue el de Alexia en Ana y los siete (2008), pero recibió críticas poco entusiastas y fracasó en la taquilla. 
En 2010, complementó esa labor con la de jurado en los programas Fiebre de baile y Talento chileno, siendo reconocida como la Mujer del Año en los Premios TV Grama.
En 2015 estrenó su programa Maldita moda.

## Imagen pública
Se ha caracterizado por su estilo de conducción directo y rígido. La actriz se autodenomina «La dama de hierro». También ha sido criticada por la audiencia como una mujer denigrante, clasista, soberbia y tirana en estudios de televisión. Ha utilizado conceptos como «vulgar», «bataclana» o «rata asquerosa» para referirse a otras mujeres del espectáculo. También ha visto cuestionada por las redes sociales y personalidades del espectáculos por conductas inapropiadas debido al consumo excesivo de alcohol en los sets de Chilevisión y Mega.

## Vida personal
Francisca García-Huidobro ha mantenido relaciones sentimentales con diversas figuras del espectáculo chileno, entre ellas: Jorge Zabaleta, Cristián de la Fuente, Diego Muñoz, Patricio Laguna, Mario Velasco, y Manuel de Tezanos-Pinto.
Fue pareja del periodista Julio César Rodríguez, con quien tuvo a su hijo Joaquín. La relación terminó de manera mediática, luego de una infidelidad por parte de Rodríguez con la modelo Claudia Arnello.

## Controversias

### Filtraciones
En 2006, el portal Terra.cl publicó unas fotos donde Julio César Rodríguez aparece paseando por Buenos Aires junto a Claudia Arnello. Estas le fueron mostradas mientras estaba al aire en el programa SQP.[cita requerida]
En diciembre de 2007 un anónimo subió a YouTube un vídeo grabado con un teléfono celular en donde aparecían todos los conductores de Primer plano (Francisca, Julián Elfenbein, Jordi Castell y Pamela Díaz) bromeando con improperios a Carola Julio, otra de las conductoras, por no llegar a tiempo a la grabación de una mención comercial. Esto provocó la renuncia de Carola Julio, la salida definitiva de Pamela Díaz de Chilevisión y las disculpas públicas del resto de los animadores.

### Difamación a actrices
En enero de 2025, Francisca García-Huidobro, en el programa Only Fama, respaldó las declaraciones de Gonzalo Valenzuela en los Premios Caleuche, quien acusó a varias actrices de intentar boicotear anárquicamente el estreno de El Performer en 2020, tras las denuncias de abuso sexual contra su protagonista, Roberto Farías. García-Huidobro responsabilizó públicamente a Mariana Loyola, Paola Lattus, Paulina García, Manuela Infante y Gabriela Arancibia por estos hechos. Las aludidas acudieron a Ley de Prensa con el fin de rectificar dicha acusación pública, y negaron tajantemente ser las responsables del delito de amenazas de quema de un teatro y hackeo de una señal de streaming del Centro Mori.

## Televisión

### como Actriz
| Año  | Título            | Papel                          | Notas            | Canal    |
| ---- | ----------------- | ------------------------------ | ---------------- | -------- |
| 1997 | Eclipse de luna   | Patricia Aliaga                | Elenco principal | Canal 13 |
| 1998 | Amándote          | Francisca Pradenas             | Elenco principal | Canal 13 |
| 1999 | Cerro Alegre      | Catalina Echeverría San Martín | Elenco principal | Canal 13 |
| 2000 | Corazón Pirata    | Ignacia Muñoz                  | Elenco principal | Canal 13 |
| 2002 | Purasangre        | Violeta Salazar                | 5 episodios      | TVN      |
| 2004 | Destinos Cruzados | Heidi Ventura                  | ¿? episodios     | TVN      |

| Año       | Título                 | Papel                | Notas                     | Canal       |
| --------- | ---------------------- | -------------------- | ------------------------- | ----------- |
| 2002–2003 | La vida es una lotería | Isidora / Moira      | 2 episodios               | TVN         |
| 2004      | Mónica, vida mía       | Loreto               |                           | TVN         |
| 2005      | El cuento del tío      | Marcia               | Episodio: El mapa         | Mega        |
| 2005      | Autopsia               | Elisa                | Episodio: Trágico final   | Mega        |
| 2008      | Ana y los siete        | Alexia Pérez de Arce | Antagonista; 33 episodios | Chilevisión |
| 2016      | Bala loca              | Ella misma           | 1 episodio                | Chilevisión |

### como Presentadora
| Año           | Título                                               | Papel                  | Canal       |
| ------------- | ---------------------------------------------------- | ---------------------- | ----------- |
| 2004–2006     | SQP                                                  | Panelista              | Chilevisión |
| 2006–2018     | Primer Plano                                         | Panelista / Conductora | Chilevisión |
| 2007          | ¿Cuánto vale el show? VIP                            | Jueza                  | Chilevisión |
| 2009–2011     | Fiebre de baile                                      | Jueza                  | Chilevisión |
| 2010–2012     | Talento chileno                                      | Jueza                  | Chilevisión |
| 2011–2018     | Gala de Viña                                         | Conductora             | Chilevisión |
| 2011–2018     | Fiebre de Viña                                       | Conductora             | Chilevisión |
| 2011–2013     | Quiero un Cambio                                     | Conductora             | Chilevisión |
| 2012          | Festival Internacional de la Canción de Viña del Mar | Jueza                  | Chilevisión |
| 2013          | Salta si puedes                                      | Jueza                  | Chilevisión |
| 2014          | Padres lejanos                                       | Conductora             | Chilevisión |
| 2015–2017     | Maldita moda                                         | Conductora             | Chilevisión |
| 2019          | Gala Viña                                            | Conductora             | Canal 13    |
| 2019          | Traje desastre                                       | Conductora             | Canal 13    |
| 2019–2020     | Échale la culpa a Viña                               | Conductora             | Canal 13    |
| 2019–2021     | Sigamos de largo                                     | Conductora             | Canal 13    |
| 2020          | Bailando por un sueño                                | Jueza                  | Canal 13    |
| 2022          | Aquí se baila                                        | Jueza                  | Canal 13    |
| 2022–2023     | Yo soy                                               | Jueza                  | Chilevisión |
| 2023          | Gran Hermano Chile                                   | Panelista              | Chilevisión |
| 2024–presente | Only Fama                                            | Conductora             | Mega        |
| 2025          | Viva Viña                                            | Conductora             | Mega        |
| 2025          | Only Friends                                         | Conductora             | Mega        |

## Teatro
- 2002: Los monólogos de la vagina, dirigida por Katty Kowaleczko

## Premios
- Premio TV Grama (2010) a la Mejor animadora de televisión.
- Premio TV Grama (2010) a la Mujer del año.